# René Bonnet

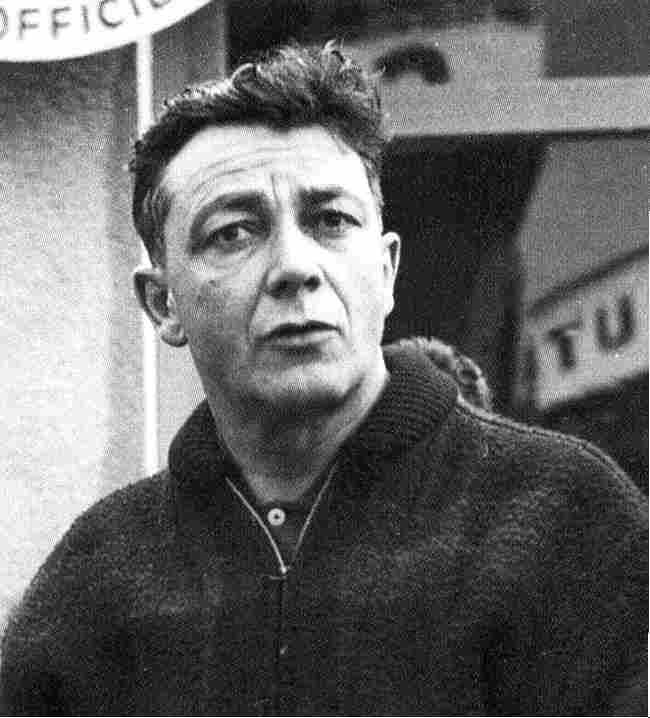
René Bonnet

René Bonnet (Vaumas, 27 december 1904 - bij Épernay, 13 januari 1983) was een Frans autopiloot en bouwer van sportwagens.
Bonnet kwam in 1929 terecht in de autowereld toen hij de garage van zijn overleden schoonbroer overnam. In 1931 kocht hij de carrosseriefabriek van de familie Deutsch. Bonnet nam tussen 1931 en 1935 als piloot deel aan verschillende autoraces. Hij won verschillende prijzen. Hij bouwde vanaf 1936 samen met Charles Deutsch auto's onder de naam Deutsch et Bonnet in Champigny-sur-Marne. Deze auto's waren oorspronkelijk voorzien van Citroën-techniek, later die van Panhard. In 1961 zette hij het bedrijf zonder zijn compagnon verder als Automobiles René Bonnet en bouwde in Romorantin met Renault-techniek de René Bonnet Djet. Bij gebrek aan commercieel succes raakte Bonnet in de problemen. Toen in oktober 1964 Matra de productie overnam van Bonnet, trok hij zich terug uit de autowereld.
Bonnet kwam op 13 januari 1983 door een auto-ongeluk als gevolg van een hartaanval om het leven en ligt te Champigny-sur-Marne begraven. Op 10 april 2005 is op zijn geboortehuis te Vaumas een herinneringsplaquette aangebracht.